# Ендрія Нуджент
Ендрія Нуджент (англ. Andrea Nugent, 1 листопада 1968) — канадська плавчиня.
Призерка Олімпійських Ігор 1988 року, учасниця 1992 року.
Переможниця Ігор Співдружності 1986 року, призерка 1990, 1994 років.
Призерка літньої Універсіади 1991 року.